# Carlos Julio Arosemena Tola (Ecuador)
Carlos Julio Arosemena Tola è una parrocchia urbana dell'Ecuador, capoluogo dell'omonimo cantone, nella provincia del Napo.